# Jean-Baptiste Mimiague
Jean-Baptiste Narcisse Mimiague (* 3. Februar 1871 in Villefranche-sur-Mer; † 6. August 1929 in Nizza) war ein französischer Fechter.

## Erfolge
Jean-Baptiste Mimiague nahm 1900 in London an den Olympischen Spielen im Florettfechten teil. Im Wettbewerb der Fechtmeister gewann er, wie Antonio Conte, vier seiner sieben Gefechte. Im Stechen setzte er sich gegen Conte durch und sicherte sich in dieser nur 1900 ausgetragenen Disziplin die Bronzemedaille.